# 尊室鉿
尊室鉿（越南语：／；1815年1月10日—1862年2月14日），越南阮朝官員。

## 家世
尊室鉿出自阮朝宗室第七系第十八房，是顯宗阮福淍第十八子秀郡公阮福秀之後，諒江郡公阮福會之孫，管奇阮福瑞長子，母親阮氏媛（Nguyễn Thị Viện）是總鎮阮文誠之女。

## 生平
尊室鉿生於嘉隆十三年十二月初一日（1815年1月10日）。明命九年（1828年），入國子監學習。明命十九年（1838年），補尊人府司務。次年（1839年），升尊人府主事。明命二十一年（1840年），升員外郎。
紹治元年（1841年）正月，尊室鉿升署吏部郎中。十月，兼任尊人府佐理。次年（1842年），出署慶和按察使。紹治三年（1843年），實授按察使。八月，升署清化布政使。紹治五年（1845年）二月，補授戶部右侍郎。次年（2846年）五月，改授工部右侍郎。紹治七年（1847年）正月，充辦內閣事務。
嗣德元年（1848年），尊室鉿升署寧平巡撫。次年（1849年），實授巡撫，改任護理清化總督。嗣德六年（1853年），改護理安靜總督。次年（1854年），升署總督。嗣德九年（1856年），改署戶部尚書，充機密院大臣。嗣德十年（1857年）三月，實授戶部尚書。嗣德十二年（1859年），法軍入侵南圻。尊室鉿出任欽差大臣、統督剿捕軍務，前往嘉定省抗擊法國侵略。
嗣德十四年（1861年）二月，法軍攻破嘉定大屯。阮廷議罪，尊室鉿被貶為員外郎，充軍次贊襄。十一月，開復為兵部右侍郎，充輔濟軍務。次年正月十六日（1862年2月14日），尊室鉿病逝，壽四十九歲。消息傳至順化，嗣德帝下令賜祭，竝賞賜其母和子女錢財。
同慶元年（1886年）十月，阮朝追復尊室鉿為戶部尚書。

## 家庭

### 妻妾
尊室鉿有妻妾4人。
- 元配武氏功（Võ Thị Công），麗國公武春謹之女，儷天英皇后武氏諧的姐姐
- 繼配黎氏長（Lê Thị trường），尚書黎文德之女
- 黎氏森（Lê Thị Sâm）
- 阮氏彙（Nguyễn Thị Vừng）

### 子女
尊室鉿有6子6女。
- 長子尊室灞，武氏生
- 次子尊室澹，黎氏長生
- 三子尊室汀（Tôn Thất Đinh），阮氏生
- 四子尊室涷（Tôn Thất Đống），黎氏森生
- 五子尊室湘（Tôn Thất Tương），生母不詳
- 六子尊室汕（Tôn Thất Xán），黎氏長生
- 長女尊女氏花（Tôn Nữ Thị Huê），武氏生
- 次女尊女氏芷（Tôn Nữ Thị Chỉ），武氏生
- 三女尊女氏芝（Tôn Nữ Thị Chi），生母不詳
- 四女尊女氏芳（Tôn Nữ Thị Phương），黎氏長生，嫁何叔慣，子何叔恂、何叔愉、何叔愃三人於成泰十八年（1906年）同時考中舉人
- 五女尊女氏芯（Tôn Nữ Thị Tâm），生母不詳
- 六女尊女氏茆（Tôn Nữ Thị Mão），生母不詳